# مرادخان مونگان

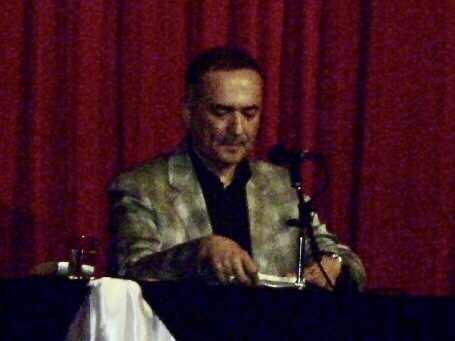
مرادخان مونگان، نویسندهٔ اهل ترکیه - ۲۰۰۸

مرادخان مونگان (به ترکی استانبولی: Murathan Mungan) (متولد ۲۱ مارس ۱۹۵۵ در استانبول)، نویسنده، داستان کوتاه‌نویس، نمایشنامه‌نویس و شاعر اهل ترکیه‌ است.

## زندگی‌نامه
پیشینه خانوادگی او از شهر ماردین است. پدر او عرب و مادر او اهل بوسنی است. او پس از دریافت لیسانس از دانشکده ادبیات و درام در دانشگاه آنکارا او ابتدا کار خود را با نمایشنامه‌نویس شروع کرد، اما بعد تمام وقت به نوشتن شعر و داستان کوتاه و رمان پرداخت. اولین مجموعه از اشعار او در سال در سال ۱۹۸۰ به نام حکایات عثمانی‌ها (داستان در مورد عثمانی) منتشر شد که برای او موفقیت یک شبه به ارمغان آورد.
او همچنان پرکار به همراه کتابهای متعدد اشعارش همچون (شبهای تابستان) پیش می‌رفت. او همچنین چهار نمایشنامه نوشته‌است که نمایش (محمود و یزیده) او که درمسابقه ای که توسط بانک ایش بانک برگزار می‌شد شرکت کرد و جایزه دوم را به خود اختصاص داد
داستانهای کوتاه او همچون (چهل اتاق) و (جن‌های پول) موفقیت‌های چشمگیری را برای او داشتند.
فیلمنامه (رختخواب آشفته) ی او به کارگردانی عاتف ییلماز در سال ۱۹۸۶ با بازی مژده آر به انجام رسید.
او همچنین شاعر برخی از آهنگ‌های خوانندگان ‍‍ پاپ از جمله نوکهت دورو، سزن آکسو و آژدا پکان بوده‌است.
او آشکارا خود را به عنوان همجنسگرا در جنبش همجسگرایان معرفی می‌کند.